# Zoraida di Granata
Zoraida di Granata (también Zoraide di Granata o Zoraïda di Granata) es una ópera en dos actos de Gaetano Donizetti. El libreto en italiano fue escrito por Bartolomeo Merelli, basado en la obra francesa Gonzalve de Cordoue ou Grenade Reconquise de Jean-Pierre Claris de Florian de 1791, y en un libreto de Luigi Romanelli de una ópera de Nicolini llamada Abenamet e Zoraide. 
A pesar de ser el primer éxito teatral de Donizetti, la versión original de 1822 de esta violenta historia de amor nunca tuvo una representación completa porque Amerigo Sbigoli, el tenor que debía representar el papel de Abenamet, murió poco antes del estreno y no hubo posibilidad de reemplazarlo. Donizetti adaptó rápidamente el papel para contralto a costa de omitir tres números. La primera representación tuvo lugar en el Teatro Argentina de Roma el 28 de enero de 1822. La opera fue reestrenada con una versión revisada en el mismo teatro el 7 de enero de 1824.

## Personajes
| Personajee                     | Tesitura     | Reparto el 28 de enero de 1822 |
| ------------------------------ | ------------ | ------------------------------ |
| Almuzir, rey de Granada        | tenor        | Domenico Donzelli              |
| Almanzor, amigo de Abenamet    | bajo         | Gaetano Rambaldi               |
| Zoraida, enamorada de Abenamet | soprano      | Maria Ester Mombelli           |
| Abenamet, general árabe        | contralto    | Adelaide Mazzanti              |
| Inés,doncella de Zoraida       | mezzosoprano | Gaetana Corini                 |
| Un Zegrí                       | bajo         | Alberto Torri                  |

## Sinopsis
La acción tiene lugar en Granada, España. 
El asesino e hipócrita Almuzir desea desposarse con Zoraida, la hija del anterior rey, quien en realidad ama a Abenamet, el victorioso general moro. Para salvar a Abenamet de una sentencia de muerte que pesa sobre él por las maquinaciones de Almuzir, Zoraida acepta el matrimonio.

## Grabaciones seleccionadas
- 1998, Opera Rara, dirigido por David Parry. 4 CD, incluye la edición de 1822 en los CD 1, CD 2, y los 9 últimos cortes del CD 3; y la revisión de 1824 en los cortes 10-14 del CD 3 y en el CD 4. Para la edición de 1822, el reparto incluye a Bruce Ford como Almuzir, Majella Cullagh como Zoraida, Paul Austin Kelly como Abenamet, Matthew Hargreaves como Ali. Para la edición de 1824 es el mismo reparto excepto Diana Montague que interpreta a Abenamet.